# Belle Air Europe
Belle Air Europe is een private lagekostenmaatschappij, het is opgericht in 2009 en heeft zijn hoofdkwartier in Ancona, Italië. Belle Air Europe voert internationale lijnvluchten uit naar verschillende steden in België, Duitsland, Italië, Zweden, Zwitserland vanuit Pristina en naar een kleiner aantal bestemmingen vanuit Skopje.
Belle Air Europe is een zusterbedrijf van het Albanese Belle Air.

## Vloot

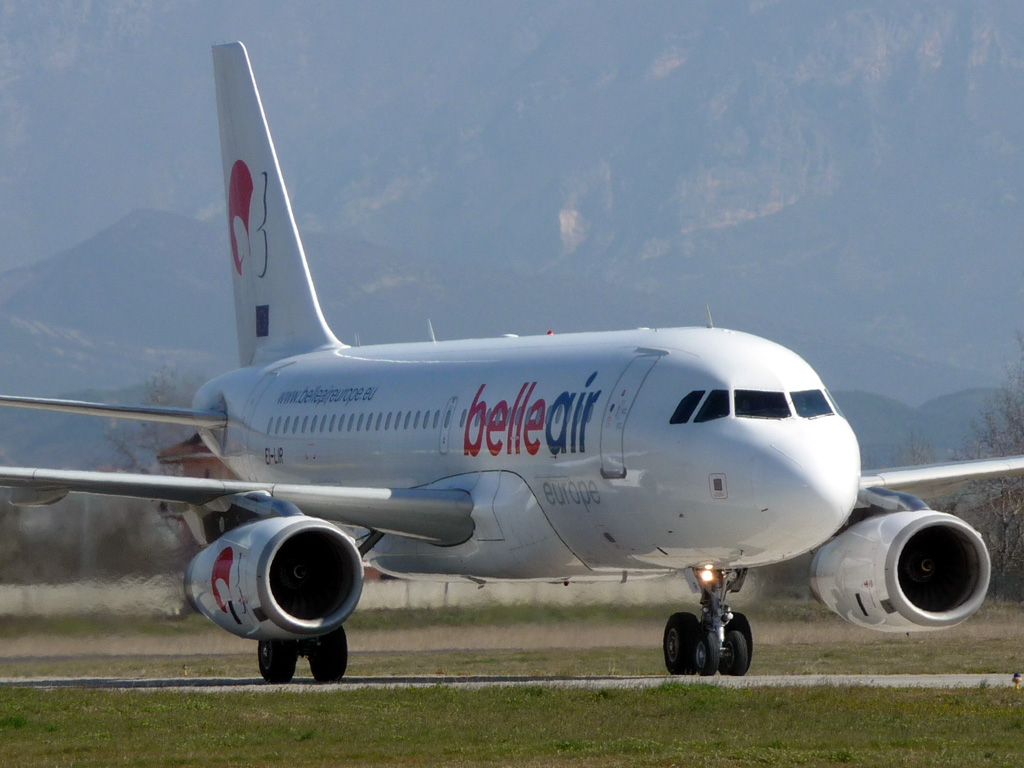
Airbus 319-100 in Belle Air Europe kleuren

In december 2012 bestond de Belle Air Europe vloot uit de volgende toestellen met een gemiddelde leeftijd van 6 jaar:
| Toestel         | In gebruik | Bestellingen | Passagiers |
| --------------- | ---------- | ------------ | ---------- |
| Airbus A319-100 | 1          | 0            | 144        |
| Airbus A320-200 | 1          | 0            | 180        |
| Totaal          | 2          | 0            |            |